# چشم‌گوزنی چینی
چشم‌گوزنی چینی (نام علمی: Aesculus chinensis) نام یک گونه از سرده شاه‌بلوط است.